# Джордж Такеї
Джордж Такеї (англ. George Takei; нар. 20 квітня 1937, Лос-Анджелес, США) — американський актор. Найбільш відомий роллю Хікару Сулу в епопеї «Зоряний шлях».

## Біографія
Народився 20 квітня 1937 у Лос-Анджелесі, Каліфорнія. Такеї отримав своє ім'я на честь Георга VI, якого коронували саме 1937 року. Під час Другої світової війни його родина була інтернована.
Після закінчення школи навчався в Університет Каліфорнії в Берклі та в Лос-Анджелесі, також навчався в Софійський університет у Токіо.

### Одруження
16 квітня 2008 року Такеї оголосив, що він та Бред Альтман (англ. Brad Altman) одружуються. Вони стали першою одностатевою парою, які подалися на отримання дозволу на шлюб у Західному Голівуді. 17 червня, невдовзі після отримання дозволу, вони розказали про це на прес-конференції у Західному Голівуді. Пара одружилася 14 вересня 2008 року, на Демократичному форумі Японсько-американського національного музею у Лос-Анджелесі, де Такеї є одним із засновників та членів правління. Волтер Кеніг був дружбою, а Нішель Ніколс — дружкою. Церемонію вів Превелебний Вільям Бріонес (англ. William Briones) з місцевого буддійського храму Ніші Хонґвандзі (англ. Nishi Hongwanji).

## Фільмографія

### Фільми
| Рік  |     | Українська назва                  | Оригінальна назва                      | Роль                                |
| ---- | --- | --------------------------------- | -------------------------------------- | ----------------------------------- |
| 1957 | ф   | Родан                             | Rodan! The Flying Monster              | професор Кьюітіро Касівагі          |
| 1958 | ф   |                                   | Ice Palace                             | Ванґ                                |
| 1959 | ф   | Ґодзілла знову нападає            | Godzilla Raids Again                   | командир десанту                    |
| 1959 | ф   |                                   | Never So Few                           | солдат                              |
| 1960 | ф   |                                   | Hell to Eternity                       | Джордж                              |
| 1961 | ф   |                                   | A Majority of One                      | Батлер                              |
| 1963 | ф   |                                   | PT-109                                 | кормчий на борту японського есмінця |
| 1965 | ф   | Червона лінія 7000                | Red Line 7000                          | Като                                |
| 1966 | ф   |                                   | Walk, Don't Run                        | капітан поліції                     |
| 1968 | ф   |                                   | The Green Berets                       | Нім                                 |
| 1970 | ф   |                                   | Which Way to the Front?                | Ямашіта                             |
| 1979 | ф   | Зоряний шлях: Фільм               | Star Trek: The Motion Picture          | Хікару Сулу                         |
| 1982 | ф   | Зоряний шлях 2: Гнів Хана         | Star Trek II: The Wrath of Khan        | Хікару Сулу                         |
| 1984 | ф   | Зоряний шлях 3: У пошуках Спока   | Star Trek III: The Search for Spock    | Хікару Сулу                         |
| 1986 | ф   | Зоряний шлях 4: Подорож додому    | Star Trek IV: The Voyage Home          | Хікару Сулу                         |
| 1989 | ф   | Зоряний шлях 5. Останній кордон   | Star Trek V: The Final Frontier        | Хікару Сулу                         |
| 1989 | ф   |                                   | Return from the River Kwai             | лейтенант Танака                    |
| 1990 | ф   |                                   | Blood Oath                             | віце-адмірал Такахасі               |
| 1991 | ф   | Зоряний шлях 6: Невідкрита країна | Star Trek VI: The Undiscovered Country | Хікару Сулу                         |
| 1994 | в   | Облівіон                          | Oblivion                               | Док Валентайн                       |
| 1995 | тф  |                                   | Kissinger and Nixon                    | Ле Дих Тхо                          |
| 1996 | в   | Облівіон 2                        | Oblivion 2: Backlash                   | Док Валентайн                       |
| 1998 | мф  | Мулан                             | Mulan                                  | Верховний пращур (голос)            |
| 2004 | мф  | Мулан 2                           | Mulan II                               | Верховний пращур (голос)            |
| 2008 | ф   | Великий Бак Говард                | The Great Buck Howard                  | камео                               |
| 2008 | ф   | Ніндзя з групи підтримки          | Ninja Cheerleaders                     | Хіроші                              |
| 2008 | мф  | Футурама: Гра Бендера             | Futurama: Bender's Game                | камео                               |
| 2008 | ф   | Не займайте Зохана                | The Great Buck Howard                  | камео                               |
| 2009 | мф  |                                   | Scooby-Doo! and the Samurai Sword      | старий самурай (голос)              |
| 2011 | ф   | Ларрі Краун                       | Larry Crowne                           | доктор Мацутані                     |
| 2013 | мф  |                                   | Free Birds                             | S.T.E.V.E. (голос)                  |
| 2014 | док |                                   | To Be Takei                            | у ролі самого себе                  |
| 2014 | мф  |                                   | Axel: The Biggest Little Hero          | Старійшина (голос)                  |
| 2015 | ф   | Антураж                           | Entourage                              | камео                               |
| 2016 | мф  | Кубо і легенда самурая            | Kubo and the Two Strings               | Хосато (голос)                      |
| 2017 | мф  |                                   | Yamasong: March of the Hollows         | Масук (голос)                       |
| 2022 | мф  | Палаючий самурай                  | Paws of Fury: The Legend of Hank       | Ога (голос)                         |

### Телесеріали
| Рік       |   | Українська назва                  | Оригінальна назва               | Роль                                                     |
| --------- | - | --------------------------------- | ------------------------------- | -------------------------------------------------------- |
| 1959      | с | Перрі Мейсон                      | Perry Mason                     | Тома Сакаї (Епізод: "The Case of the Blushing Pearls")   |
| 1960      | с |                                   | Assignment: Underwater          | Кенджі (Епізод: "A Matter of Honor")                     |
| 1964      | с | Сутінкова зона                    | The Twilight Zone               | Артур Такаморі (Епізод: "The Encounter")                 |
| 1965      | с |                                   | My Three Sons                   | Вон Цун (Епізод: "The Hong Kong Story")                  |
| 1965      | с |                                   | Voyage to the Bottom of the Sea | майор Лі Ченг (Епізод: "The Silent Saboteurs")           |
| 1965      | с |                                   | Death Valley Days               | Вонґ Лі (Епізод: "The Book")                             |
| 1966—1969 | с | Зоряний шлях: Оригінальний серіал | Star Trek: The Original Series  | Хікару Сулу (51 серія)                                   |
| 1966      | с | Місія нездійсненна                | Mission: Impossible             | Роджер Лі (Епізод: "The Carriers")                       |
| 1968      | с |                                   | It Takes a Thief                | Ву (Епізод: "To Catch a Roaring Lion")                   |
| 1969      | с |                                   | The Courtship of Eddie's Father | містер Сато (Епізод: "Gentleman Friend")                 |
| 1970      | с |                                   | Marcus Welby, M.D.              | Фред (Епізод: "To Get Through the Night")                |
| 1971      | с |                                   | Ironside                        | Цутому Ватарі (Епізод: "No Motive for Murder")           |
| 1974      | с |                                   | The Six Million Dollar Man      | Чін Лінґ (Епізод: "The Coward")                          |
| 1978      | с |                                   | Vega$                           | доктор Такахама (Епізод: "Ghost of the Ripper")          |
| 1986      | с | Макгайвер                         | MacGyver                        | доктор Шень Вей (Епізод: "The Wish Child")               |
| 1987      | с | Поліція Маямі                     | Miami Vice                      | Кеннет Тогару (Епізод: "By Hooker by Crook")             |
| 1987      | с | Вона написала вбивство            | Murder, She Wrote               | Берт Танака (Епізод: "The Bottom Line is Murder")        |
| 1996      | с | Третя планета від Сонця           | 3rd Rock from the Sun           | у ролі самого себе (Епізод: "Hotel Dick")                |
| 1996      | с | Зоряний шлях: Вояджер             | Star Trek: Voyager              | Хікару Сулу (Епізод: "Flashback")                        |
| 2004      | с | Клініка                           | Scrubs                          | священник (Епізод: "My Best Friend's Wedding")           |
| 2006      | с | Малькольм у центрі уваги          | Malcolm in the Middle           | у ролі самого себе (Епізод: "Hal Grieves")               |
| 2006      | с | Ясновидець                        | Psych                           | у ролі самого себе (Епізод: "Shawn vs. the Red Phantom") |
| 2006      | с | Вілл і Грейс                      | Will & Grace                    | у ролі самого себе (Епізод: "Buy, Buy Baby")             |
| 2007—2010 | с | Герої                             | Heroes                          | Кайто Накамура (12 серій)                                |
| 2010      | с | Теорія великого вибуху            | The Big Bang Theory             | у ролі самого себе (Епізод: "The Hot Troll Deviation")   |
| 2010      | с | Розкішне життя на палубі          | The Suite Life on Deck          | Ром Тіптон (Епізод: "Starship Tipton")                   |
| 2010      | с | Спільнота                         | Community                       | у ролі самого себе / оповідач (Епізод: "Epidemiology")   |
| 2012      | с | Гаваї 5.0                         | Hawaii Five-0                   | дядько Чой (Епізод: "Kahu")                              |
| 2013      | с | Нова норма                        | The New Normal                  | Сем (Епізод: "Para-New Normal Activity")                 |
| 2013—2014 | с |                                   | The Neighbors                   | дідусь (4 серії)                                         |
| 2013—2014 | с | Король ботанів                    | King of the Nerds               | у ролі самого себе (2 серії)                             |
| 2015      | с | Кралі в Клівленді                 | Hot in Cleveland                | преподобний Мацуда (Епізод: "Duct Soup")                 |
| 2017      | с | Труднощі асиміляції               | Fresh Off the Boat              | Бернард (2 серії)                                        |
| 2019      | с | Терор                             | The Terror                      | Ямато-сан (10 серій)                                     |
| 2020      | с | Сутінкова зона                    | The Twilight Zone               | канаміт (Епізод: "You Might Also Like")                  |
| 2022      | с | Постоялець з космосу              | Resident Alien                  | сірий рибулець (2 серії)                                 |

### Мультсеріали
| Рік       |    | Українська назва                  | Оригінальна назва                | Роль                                              |
| --------- | -- | --------------------------------- | -------------------------------- | ------------------------------------------------- |
| 1973—1974 | мс | Зоряний шлях: Анімаційний серіал  | Star Trek: The Animated Series   | Хікару Сулу (20 серій)                            |
| 1991—2013 | мс | Сімпсони                          | The Simpsons                     | різні ролі (4 серії)                              |
| 1996      | мс | Людина-павук                      | Spider-Man                       | Вонґ (Епізод: "Doctor Strange")                   |
| 1996—2004 | мс | Гей, Арнольде!                    | Hey Arnold!                      | Кіо Хейєрдал (2 серії)                            |
| 1999      | мс | Бетмен майбутнього                | Batman Beyond                    | містер Фікс (2 серії)                             |
| 2002—2007 | мс | Кім Всеможу                       | Kim Possible                     | сенсей (3 серії)                                  |
| 2002—2007 | мс | Футурама                          | Futurama                         | у ролі самого себе / Хікару Сулу (4 серії)        |
| 2002      | мс | Пригоди Джекі Чана                | Jackie Chan Adventures           | містик (Епізод: "The Chosen One")                 |
| 2005      | мс | Аватар: Останній захисник         | Avatar: The Legend of Aang       | наглядач в'язниці (Епізод: "Imprisoned")          |
| 2008      | мс | Зоряні війни: Війни клонів        | Star Wars: Clone Wars            | генерал Лок (Епізод: "Defenders of Peace")        |
| 2009      | мс |                                   | The Super Hero Squad Show        | Ґалактус (3 серії)                                |
| 2010      | мс | Скубі-Ду: Корпорація «Загадка»    | Scooby-Doo! Mystery Incorporated | Містер Ван (Епізод: "The Dragon's Secret")        |
| 2010—2012 | мс | Час пригод                        | Adventure Time                   | Рікардіо (2 серії)                                |
| 2012—2014 | мс | Арчер                             | Archer                           | містер Мото (2 серії)                             |
| 2012—2013 | мс | Трансформери: Прайм               | Transformers: Prime              | Альфа Тріон (2 серії)                             |
| 2013      | мс | Людина-павук. Щоденник супергероя | Ultimate Spider-Man              | монах (Епізод: "Journey of the Iron Fist")        |
| 2015      | мс | Пенн Зеро: Герой на півставки     | Penn Zero: Part-Time Hero        | батько Саші (Епізод: "Flurgle Burgle")            |
| 2015      | мс | Кінь БоДжек                       | BoJack Horseman                  | оповідач аудіокниги (Епізод: "Brand New Couch")   |
| 2015—2019 | мс | Робоцип                           | Robot Chicken                    | різні ролі (2 серії)                              |
| 2015      | мс | Звичайне шоу                      | Regular Show                     | Дайсуке (Епізод: "Just Friends")                  |
| 2016—2020 | мс |                                   | Bubble Guppies                   | майор Баммер / сенсей (2 серії)                   |
| 2016—2020 | мс |                                   | Elena of Avalor                  | король Саті Тоші (3 серії)                        |
| 2020      | мс |                                   | Scooby-Doo and Guess Who?        | у ролі самого себе (Епізод: "Hollywood Knights!") |
| 2020      | мс |                                   | Love Monster                     | стара панда (26 серій)                            |
| 2020      | мс | Амфібія                           | Amphibia                         | містер Літлпот (Епізод: "The Shut-In!")           |
| 2021      | мс | Зоряні війни: Видіння             | Star Wars: Visions               | Сеншуу (Епізод: "Akakiri")                        |
| 2021      | мс |                                   | Hit-Monkey                       | Сіндзі Йокогама (9 серій)                         |
| 2022      | мс | Зоряний шлях: Нижні палуби        | Star Trek: Lower Decks           | Хікару Сулу (Епізод: "Crisis Point 2: Paradoxus") |
| 2023      | мс | Блакитноокий самурай              | англ. Blue Eye Samurai           | Секі (8 серій)                                    |

### Відеоігри
| Рік  | Назва                                           | Персонаж                      |
| ---- | ----------------------------------------------- | ----------------------------- |
| 1992 | Star Trek: 25th Anniversary                     | Хікару Сулу                   |
| 1993 | Star Trek: Judgment Rites                       | Хікару Сулу                   |
| 1997 | Star Trek: Starfleet Academy                    | Хікару Сулу                   |
| 1999 | Star Trek: Starfleet Command                    | Хікару Сулу                   |
| 2000 | Star Trek: Starfleet Command II: Empires at War | Хікару Сулу                   |
| 2003 | Freelancer                                      | Лорд Хакера                   |
| 2008 | Command & Conquer: Red Alert 3                  | Імператор Йосіро              |
| 2010 | Marvel Super Hero Squad: The Infinity Gauntlet  | Ґалактус                      |
| 2012 | Skylanders: Giants                              | Arkeyan Conquertron / Drill-X |
| 2014 | Family Guy: The Quest for Stuff                 | у ролі самого себе            |
| 2017 | Futurama: Worlds of Tomorrow                    | у ролі самого себе            |
| 2020 | Yakuza: Like a Dragon                           | Масумі Аракава                |

## Нагороди
2004 року Джорджа Такея було нагороджено орденом Вранішнього Сонця.

## Цікаві факти
- На честь актора названо астероїд 7307 Такеї.
- Джордж Такеї — відкритий гей.